# Niederntudorf
Niederntudorf ist ein südöstlicher Stadtteil von Salzkotten in Nordrhein-Westfalen, Deutschland und gehört zum Bürener Land und dem Hochstift Paderborn (Region). Der Stadtteil hat 2701 Einwohner (Stand 31. Dezember 2022).

## Geografie

### Geographische Lage
Niederntudorf liegt im unteren Almetal, an der Grenze der zur Paderborner Hochfläche zählenden Brenkener Bergplatte zum Hellwegraum. Je nach gemachten Voraussetzungen sind verschiedene naturräumliche Einteilungen möglich. So wird laut Handbuch der naturräumlichen Gliederung Deutschlands heute eher ein Teil des Ortes im Nordwesten zur Unterheit 542.23 Geseker Oberbörde gerechnet, die zu der Teileinheit 542.2 Oberer Hellweg, der Haupteinheit 542 Hellwegbörden und der Haupteinheitengruppe 54 Westfälische Bucht gehört. Demnach gehört der größere Teil des Ortes zur Teileinheit 362.0 Borchener Platten, die zur Haupteinheitengruppe 362 Paderborner Hochfläche zählt, die zur Haupteinheitengruppe 36 Oberes Weserbergland gerechnet wird.

### Nachbarorte
Beginnend im Norden grenzt Niederntudorf im Uhrzeigersinn an
den Ortsteil Oberntudorf von Salzkotten,
die Ortsteile Alfen und Etteln von Borchen,
den Ortsteil Haaren von Bad Wünnenberg
und den Ortsteil Wewelsburg von Büren,
die allesamt dem Kreis Paderborn angehören.

### Klima
Niederntudorf gehört wie Ostwestfalen-Lippe insgesamt zum ozeanischen Klimabereich Nordwestdeutschlands, dem es geringe Temperaturgegensätze und milde Winter verdankt. Allerdings sind schon kontinentale Einflüsse wirksam. So liegt die Temperatur im Sommer höher und die Nächte sind kühler als in größerer Nähe zur Küste. An der Abmilderung der Niederschlagsmenge und der höheren Zahl an Sonnentagen sind allerdings auch die umliegenden Mittelgebirge beteiligt.

## Geschichte

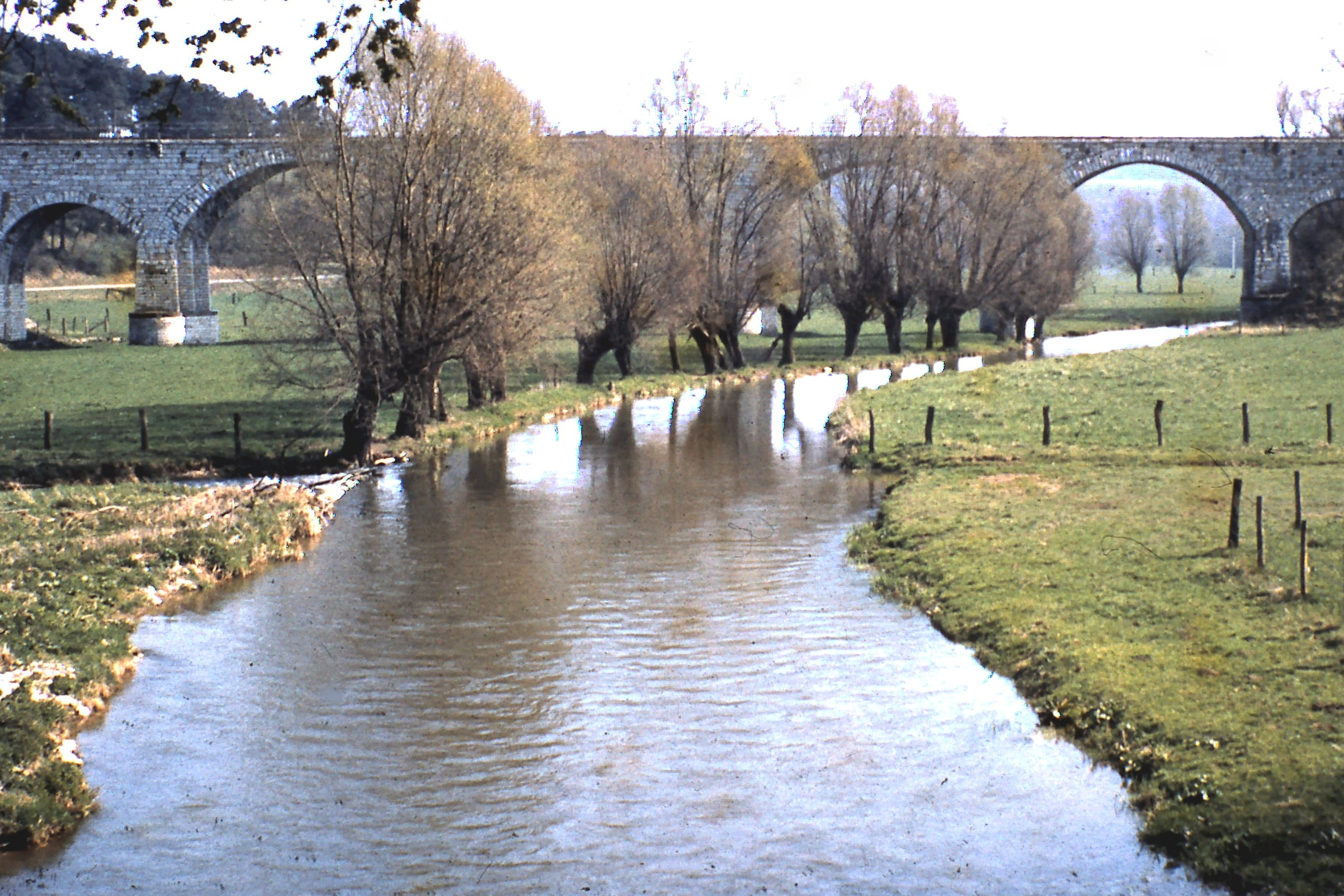
Der Eisenbahn-Viadukt in Niederntudorf, 1967

### Ersterwähnung und Ortsname
Die Ministerialenfamilie von Tudorf wird zuerst 1127 als 'de Thiuthorp' erwähnt; Niederntudorf 1278 auf Latein als 'Thudorp Inferiori' und auf Deutsch 1480 als 'Nederen Tudorp'. Niederdeutsch wurden im 20. Jahrhundert Turpe, Türpe und Türpke als Namen genannt. Der Name Tudorf wird als 'Großes Dorf' oder 'Volksdorf', bzw. 'allgemeines Dorf' im Sinne öffentlichen Besitzes interpretiert. 'Niedern-' meint 'den unteren, niedrig gelegenen' Ort in der Unterscheidung zu Oberntudorf.

### Territoriale Zugehörigkeit und Verwaltung
Das Gebiet von Niederntudorf gehört schon seit dem frühen Mittelalter zum Gebiet des späteren Hochstifts Paderborn an der Grenze zum kurkölnischen Herzogtum Westfalen.
1802 verliert das Hochstift Paderborn mit der Besetzung durch Preußen seine staatliche Selbständigkeit, fällt aber bereits 1807 für wenige Jahre an das Königreich Westphalen, in dem Niederntudorf zum Kanton Kirchborchen im Departement der Fulda gehört.
Niederntudorf fällt 1813 nach der napoleonischen Niederlage an Preußen zurück, wird 1815 in die neue Provinz Westfalen eingegliedert und kommt durch Erlass der Königlichen Regierung in Minden 1816 an den neuen Kreis Paderborn. 1832 gibt der Kreis Paderborn Niederntudorf und Oberntudorf an den benachbarten Kreis Büren ab. Bei Einteilung der Landkreise in Ämter kommt Niederntudorf zum Amt Salzkotten, das ab 1859 in Personalunion zusammen mit dem Amt Boke verwaltet wird und in den 1930er Jahren im Amt Salzkotten-Boke aufgeht.
Am 1. Januar 1975 werden die meisten Gemeinden des Amtes Salzkotten-Boke und somit auch Niederntudorf durch das Sauerland/Paderborn-Gesetz zur neuen Stadt Salzkotten zusammengelegt und kommen mit dieser zum Kreis Paderborn. Rechtsnachfolgerin des aufgelösten Amtes Salzkotten-Boke und der Gemeinde Niederntudorf ist die Stadt Salzkotten.
Niederntudorf ist ein Stadtteil Salzkottens, und der von den Bürgern gewählte Stadtrat wählt für die Stadtteile Ortsvorsteher.

### Einwohnerentwicklung

Einwohnerentwicklung von 1818 bis 2015 nach nebenstehender Tabelle

| Jahr      | 1818 | 1831 | 1837 | 1843 | 1849 | 1852 | 1858 | 1867 | 1871 | 1885 | 1895 |
| Einwohner | 619  | 678  | 710  | 758  | 784  | 795  | 760  | 741  | 735  | 753  | 744  |

| Jahr      | 1905 | 1925 | 1933 | 1939 | 1946 | 1950 | 1957 | 1961 | 1965 | 1972 | 1975 | 1980 | 1985 | 1990 | 1995 | 2000  |
| Einwohner | 799  | 955  | 1102 | 1143 | 1690 | 1629 | 1539 | 1575 | 1671 | 1703 | 1746 | 1903 | 2015 | 2130 | 2367 | k. A. |

| Jahr      | 2005  | 2010  | 2015 |
| Einwohner | k. A. | k. A. | 2724 |

## Politik

### Stadtratswahl
Bei der Kommunalwahl 2020 geben die Bürger Niederntudorfs ihre Stimmen bei der Wahl zum Salzkottener Stadtrat wie folgt ab:
- CDU 58,69 %
- SPD 14,20 %
- Grüne 14,04 %
- AfD 7,22 %
- FDP 5,84 %

### Ortsvorsteher
Ortsvorsteher ist Diethelm Krause (CDU)

## Kultur und Sehenswürdigkeiten

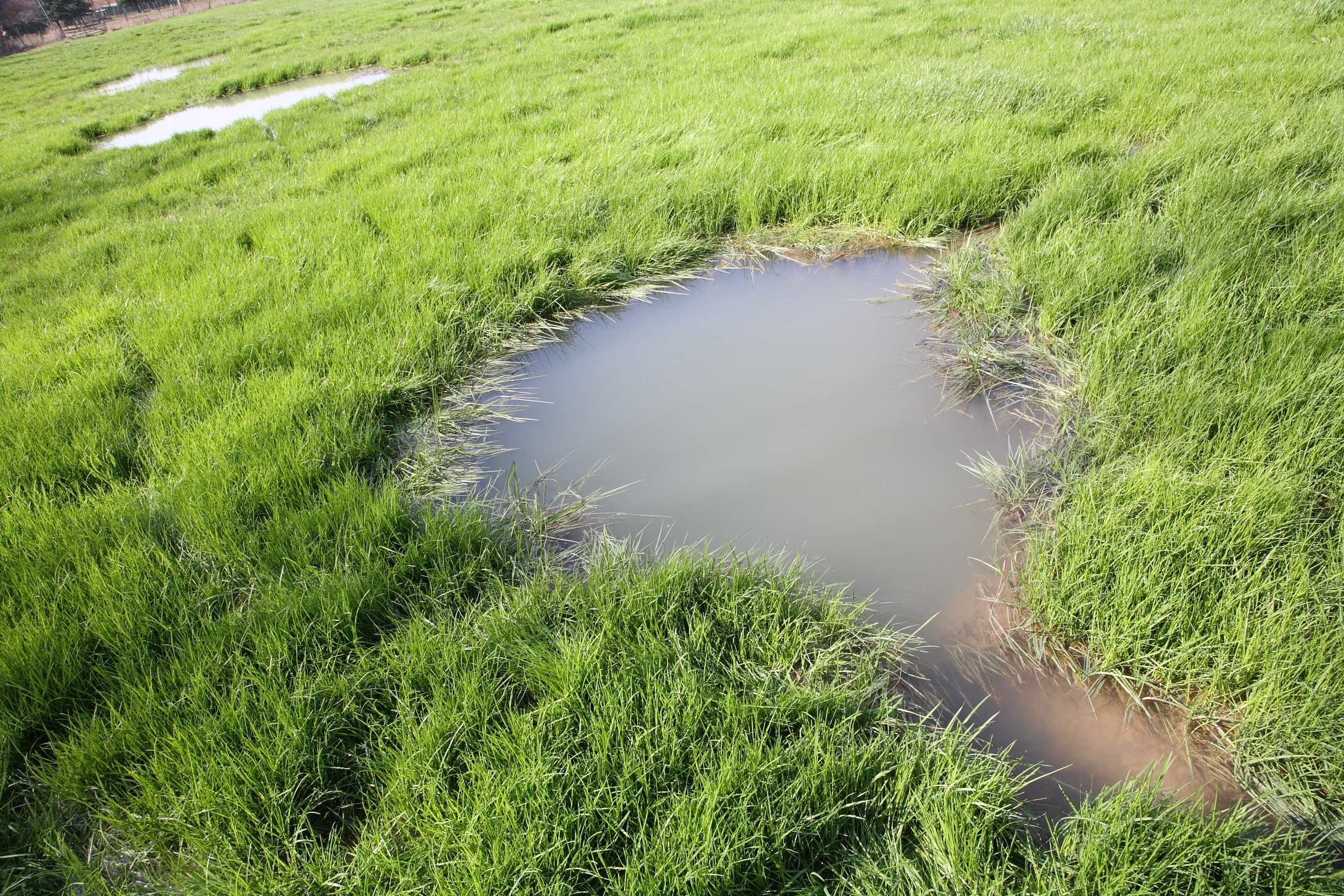
Ein Quellschwemmkegel bei Niederntudorf mit deutlich sichtbaren Abfluss.

### Naturdenkmäler
In der Talaue der Alme finden sich besondere temporäre Quellen, sogenannte Quellschwemmkegel und Quickspringe, die nur in der Paderborner Hochfläche, der größten und wasserreichsten Karstlandschaft Westfalens, vorkommen.

### Baudenkmäler
- Liste der Baudenkmäler in Salzkotten – Niederntudorf

## Persönlichkeiten
- Jakob Loewenberg (1856–1929), deutscher Schriftsteller und Pädagoge.

## Wirtschaft und Infrastruktur

### Medien
Neben den im Artikel Salzkotten beschriebenen Medien sind heutzutage die Webseiten der Vereine und Institutionen, sowie die neuen Sozialen Medien zu nennen, durch die sich auch im ländlichen Raum Absprachen, Informationsvermittlung und Kommunikation vereinfachen.

### Bildung
Niederntudorf verfügt über Kindergarten und Grundschule.